# Sant Pere Desplà
L'església de Sant Pere Desplà, es troba en un pla, costat del mas Can Ferrer i enmig del Parc Natural de Montseny. És un dels exemples del romànic que encara avui es troba en perfecte estat.

## Història
La primera notícia documental de l'església data del 923 en l'acta de consagració de Sant Quirze d'Arbúcies. El 1058, Sant Pere Desplà apareix en una dotació d'alous a favor del monestir de Sant Marçal del Montseny duta a terme per Gerberga, vídua d'Odó; els alous es trobaven a la vall d'Arbúcies, prop de «Sancti Petri de Eremo». Com a sufragània de Sant Quirze apareix en el document de 1162, en què es concedeixen les primícies i els delmes al monestir de Sant Salvador de Breda, i també en les confirmacions papals del 1185 i el 1246. Els anys 1279, 1280 i 1362 apareix «Sancti Petri di Plano», al Llibre verd dels feus (1362-1371) de la Catedral de Girona. Molt temps després, en visites pastorals es parla de Sant Pere com un temple en estat ruïnós.
L'any 1918 l'edifici fou restaurat. En la restauració que es va fer durant el període de 1983-1986 es descobriren uns altres documents, aquests iconogràfics. Es tracta de pintures preromàniques que podrien datar-se dels segles IX i X. Tot plegat suggereix que ens trobem davant d'una església preromànica que patí certes modificacions arquitectòniques probablement al segle XII-XIII.

## Arquitectura

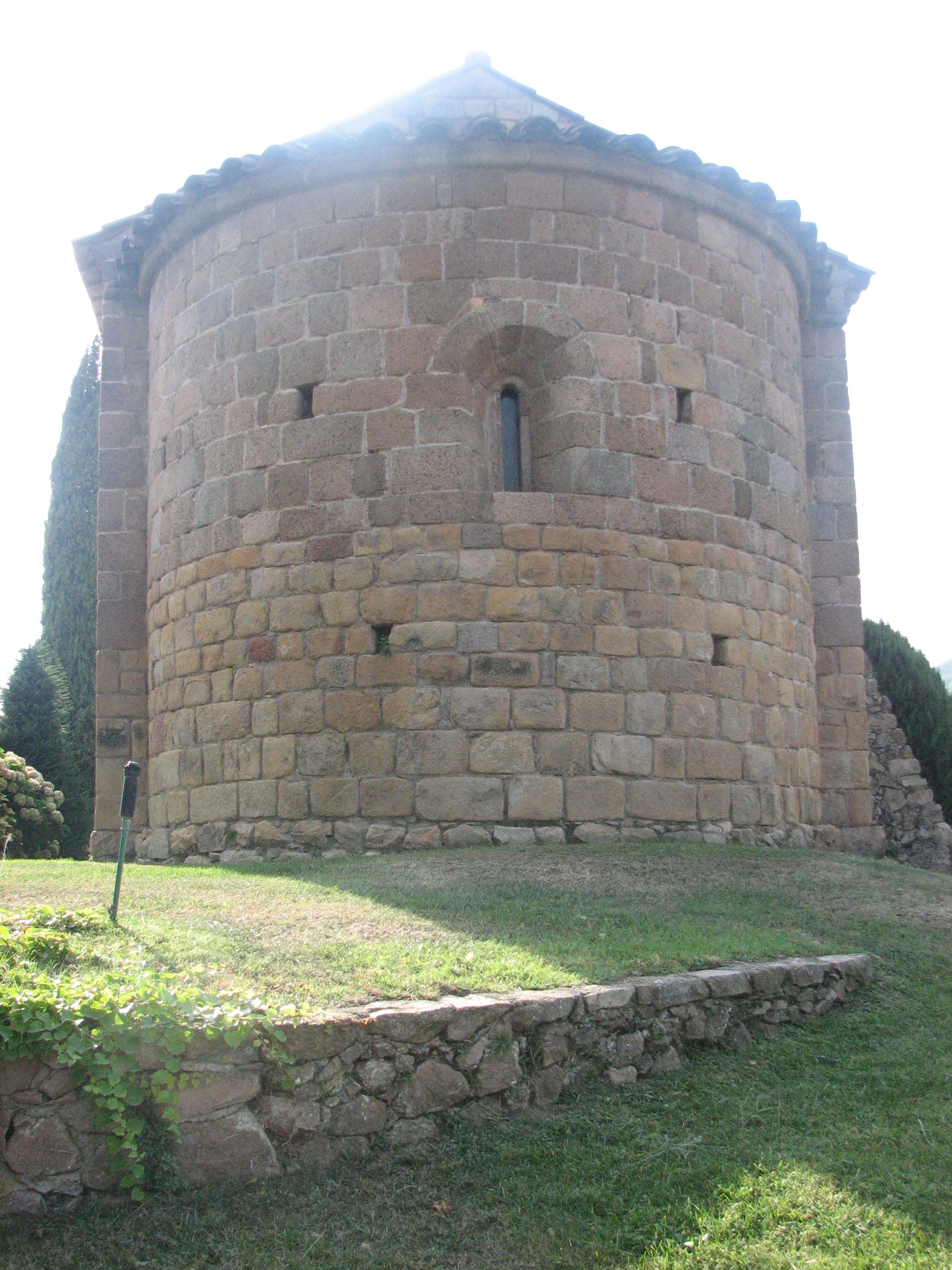
Absis de Sant Pere Desplà (2012)

L'edifici és d'una sola nau rectangular, capçada a llevant per un absis semicircular d'estil romànic pur, el qual té una finestra de doble esqueixada i està cobert amb volta de quart d'esfera. L'arc presbiteral que s'obre a la nau és de mig punt i seguia amb volta de canó. La volta no es conserva però es veu que era una mica apuntada. La porta d'accés es troba en un mur lateral, a migdia, i està composta de dues arquivoltes d'arc de mig punt, que descansen sobre impostes i muntants llisos i estan decorades amb motius geomètrics incisos. En la fase de construcció del segle xiii es van reforçar els murs i es va doblar la paret interior damunt unes arcuacions també adossades que varen donar lloc als altars laterals. La volta de canó que cobria la nau no s'ha conservat però fins abans de la restauració, el 1983, la coberta era sostinguda per encavallades de fusta, fruit de la reparació del segle xvii, quan s'hi canvià la primitiva volta de pedra per una coberta de fusta i teules. Va ser llavors quan s'hi construí també el campanar d'espadanya de dos ulls, que orna l'austeritat del romànic. El parament a l'exterior és de carreus grans ben escairats.
En la restauració del 1983, es pogué comprovar que l'actual església fou bastida sobre una de més antiga, preromànica de la qual s'aprofitaren alguns murs. El mur preromànic de migjorn encara conserva el costat superior esquerra de la porta i una finestra d'una sola esqueixada. Així, l'aparell de la primera època, és format a base de petites pedres sense escairar col·locades de forma irregular i lligades amb argamassa dins les formes pròpies del segle x o anteriors. La segona construcció romànica es pot considerar dins les formes característiques dels segles xii i xiii.

## Pintures murals
Descobertes durant les tasques de restauració, les pintures murals es troben en diferents plafons, situades al mur de llevant. També n'hi devia haver al costat de tramuntana però degut a la humitat no s'han conservat, només s'aprecien en un petit tram. Es representen una sèrie de personatges sota arcades i en actitud d'assenyalar cap a un punt. A banda i banda hi ha motius vegetals simulant una tija amb fulles.
Els personatges es representen nimbats, vestits amb túnica llarga; alguns porten una altra peça de roba sobre la túnica. La mirada es dirigeix envers la mateixa direcció de les mans. L'esquema usat per a la representació humana és el propi de la pintura romànica. Un contorn feta amb línia de color, l'interior de les figures pintat amb colors terrosos i les línies de la cara de color negre.